# Offline (Guano Apes)
Offline is het vijfde studioalbum van de Duitse band Guano Apes.
Het album werd op 30 mei 2014 uitgebracht, muzikaal gezien is het album een voortzetting van zijn voorganger Bel Air, maar met een meer gepolijst, door pop beïnvloed geluid, vooral in vergelijking met de eerste drie albums van de band, die duidelijk een nu metal geluid hadden.

## Nummers
| 1.                 | "Like Somebody"                                  | 4:53 |
| 2.                 | "Close to the Sun"                               | 3:42 |
| 3.                 | "Hey Last Beautiful"                             | 3:26 |
| 4.                 | "Numen"                                          | 4:07 |
| 5.                 | "Cried All Out"                                  | 4:07 |
| 6.                 | "It's Not Over"                                  | 3:45 |
| 7.                 | "Water Wars"                                     | 3:57 |
| 8.                 | "Fake"                                           | 2:55 |
| 9.                 | "Jiggle" (met Sola Plexus)                       | 3:37 |
| 10.                | "The Long Way Home" (Nasić)                      | 4:00 |
| 11.                | "Cried All Out" (bonusnummer, Sola Plexus remix) | 4:06 |
| Totale duur: 38:30 |                                                  |      |

## Bezetting
- Sandra Nasić - zang
- Henning Rümenapp - gitaar
- Stefan Ude - basgitaar
- Dennis Poschwatta - drums

### Gastmuzikanten
- Sola Plexus